# Crésuz
Crésuz is een gemeente en plaats in het Zwitserse kanton Fribourg, en maakt deel uit van het district Gruyère.
Crésuz telt 290 inwoners.